# Brøndby Stadion
Brøndby Stadion – stadion piłkarski w Brøndbyvester w Danii o pojemności 28000 osób. Swoje spotkania rozgrywa na nim Brøndby IF. Obiekt jest nazywany Vilfort Park, na cześć wieloletniego piłkarza Brøndby, Kima Vilforta.

## Historia

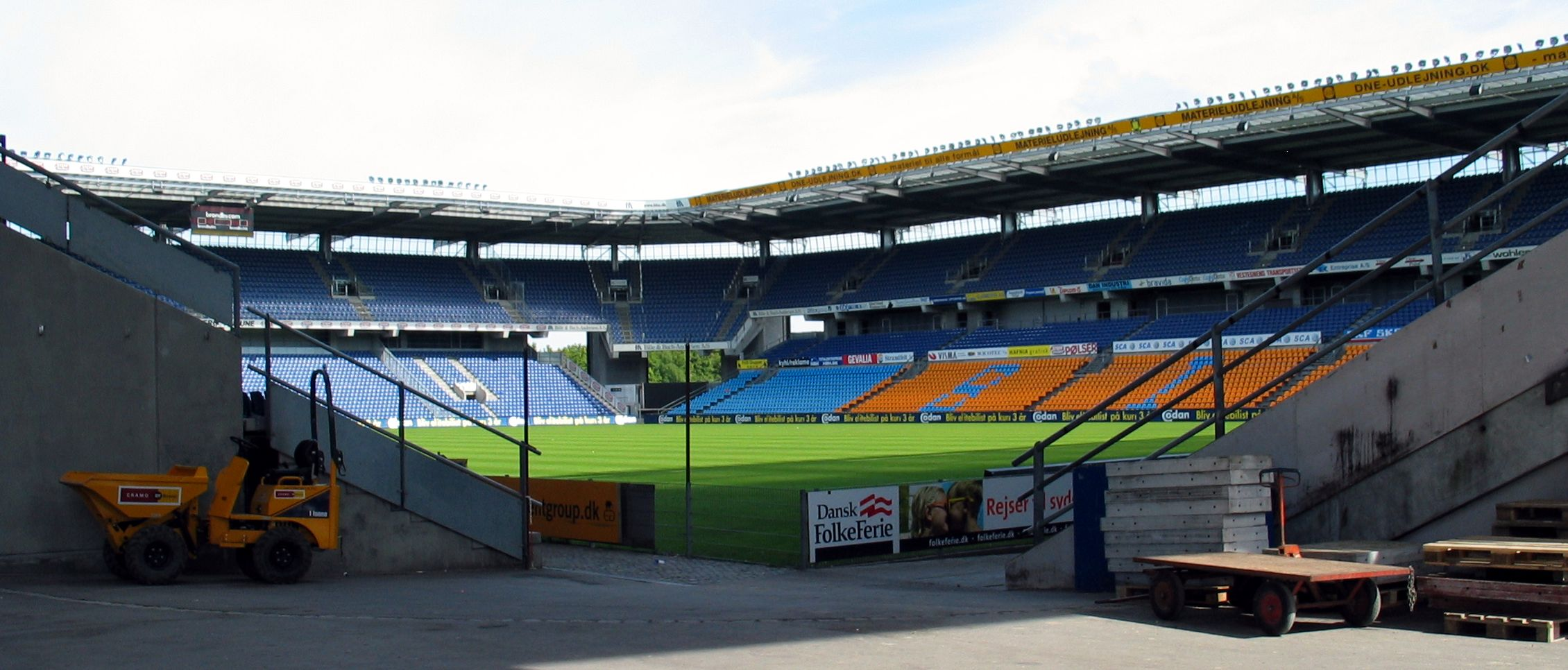
Widok wewnątrz

Stadion został zbudowany w 1965. Początkowo obiekt składał się wyłącznie z boiska, bieżni lekkoatletycznej oraz nasypów ziemnych. Szatnie znajdowały się z dala od boiska. W 1978 wybudowano pierwszą trybunę. W 1990 usunięto bieżnię lekkoatletyczną. W 1991 postawiono nowe, tymczasowe trybuny, które w następnym roku zostały zastąpione stałymi. Zwiększyły one pojemność stadionu do 18000 miejsc. W 2000 ukończono kolejną przebudowę wszystkich trybun obiektu.